# 俄羅斯冰球超級聯賽

俄羅斯冰球超級聯賽(俄語:Чемпионат России Суперлига)通常縮寫為RSL，是俄羅斯在1996~2008之間主要職業冰球聯賽的最高級別。 它被認為是僅次於國家冰球聯盟（NHL）的世界第二大聯盟。它是俄羅斯職業冰球聯盟的一部分，該聯盟由三個部門組成——超級聯賽、冰球大聯盟和第一聯盟。
該聯盟在 2007/2008 賽季後更名為大陸冰球聯賽。大陸冰球聯賽讓上一個俄羅斯冰球超級聯賽的 20 支球隊加入，總共 24 支球隊進行例行賽。

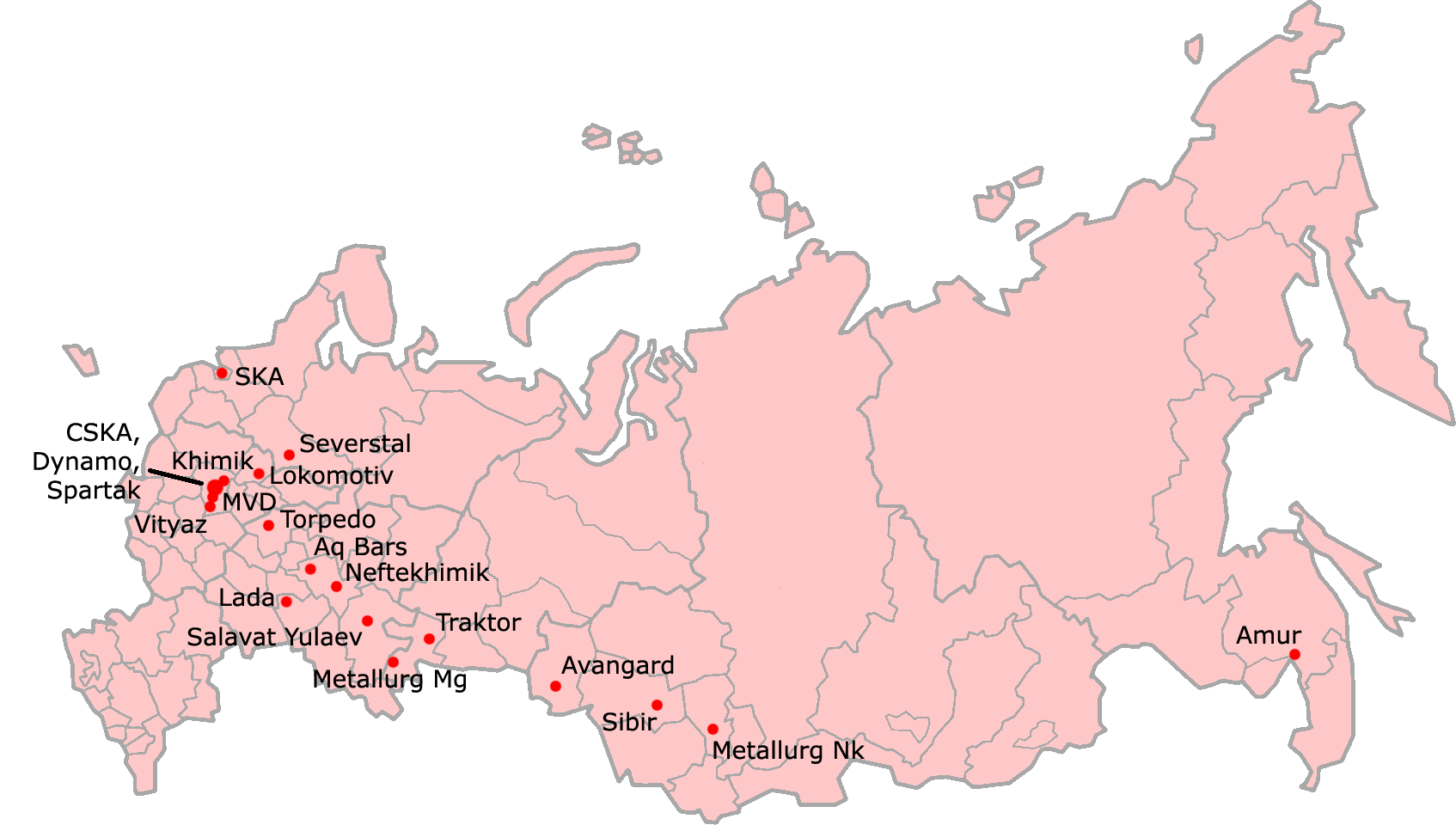
隊伍分布